# Neon Boys
Neon Boys byla americká hudební skupina, aktivní na newyorské scéně v letech 1972 až 1973. Trio tvořili kytarista Tom Verlaine, baskytarista Richard Hell a bubeník Billy Ficca. Tato trojice po zániku této kapely stála u zrodu skupiny Television (skupinu doplnil ještě kytarista Richard Lloyd; Hell ze skupiny brzy odešel a nahradil jej Fred Smith). Některé nahrávky skupiny Neon Boys vyšly v roce 1975 na 7" gramofonové desce.